# Avafjärden
Avafjärden är en sjö i Skellefteå kommun i Västerbotten och ingår i Mångbyåns huvudavrinningsområde. Sjön har en area på 1,92 kvadratkilometer och ligger 0,2 meter över havet. Sjön avvattnas av vattendraget Mångbyån. Vid provfiske har bland annat abborre, gers, gädda och lake fångats i sjön.

## Delavrinningsområde
Avafjärden ingår i det delavrinningsområde (714738-176663) som SMHI kallar för Utloppet av Avafjärden. Medelhöjden är 23 meter över havet och ytan är 20,17 kvadratkilometer. Räknas de 25 avrinningsområdena uppströms in blir den ackumulerade arean 217,65 kvadratkilometer. Avrinningsområdets utflöde Mångbyån mynnar i havet. Avrinningsområdet består mestadels av skog (64 procent) och öppen mark (10 procent). Avrinningsområdet har 1,98 kvadratkilometer vattenytor vilket ger det en sjöprocent på 9,8 procent. Bebyggelsen i området täcker en yta av 0,27 kvadratkilometer eller 1 procent av avrinningsområdet.

## Fisk
Vid provfiske har följande fisk fångats i sjön:
- Abborre
- Gärs
- Gädda
- Lake
- Mört